# Dzongkar
Dzongkar (tibétain : རྫོང་དཀར, Wylie : rdzong dkar), « Forteresse Blanche », ou Khyungdzong karpo  (tibétain : ཁྱུང་རྫོང་དཀར་པོ, Wylie : khyung rdzong dkar po), « Forteresse Blanche du Garuda », le nom du château des rois de Mangyül Gungthang (tib.: mang yul gung thang), qui régnèrent de 1265 à 1620 sous la juridiction des Sakya sur les régions de Dzongkar, Kyirong et du Mustang. 

## Histoire
Le fort est construit de 1269 à 1270 par Bumdegön le roi et fondateur du royaume de Gungthang 
Le fort comporte une imprimerie. Des impressions xylographiques y ont été produits depuis au moins 1521.

## Situation
La forteresse est située dans le Sud-Ouest du Tibet et au nord de la vallée de Kyirong, le cours supérieur du Zhorong Tsangpo (tib.: gzho rong gtsang po). Le château est décrit par les Tibétains comme un Garuda flottant dans le ciel (tib.: khyung po). Il se tient au sommet d'un plateau entre deux rivières, le Tsangpo Zhorong et de son affluent, qui coulent à environ quinze mètres au-dessous.
Le château fut autrefois un rempart. 
En outre, le palais royal est situé dans les murs de la forteresse, Gungthang Tsug Lha Kang (tib.: gung thang gtsug lag khang), un sanctuaire majeur Mangyül Gungthang et une attraction du château au début du XXIe siècle. À ne pas confondre avec le château de la circonscription administrative. Celui-ci a été introduit après l'effondrement du royaume Mangyül Gungthang par l'administration centrale tibétaine, sous la direction du 5e Dalai Lama en 1644. Son nom est Dzongkha (tib.: rdzong kha) ou Dzongga (tib.: rdzong dga') ; il est endommagé. 

## Littératures
- Peter Aufschnaiter : Land and Places of Milarepa. East and West, 26 (1976):1–2, S. 175–189.
- Franz-Karl Ehrhard : Die Statue und der Tempel des Ārya Va-ti bzang-po. Ein Beitrag zur Geschichte und Geographie des tibetischen Buddhismus. Reichert, Wiesbaden 2004
- Karl-Heinz Everding : Das Königreich Mang-yul Gung-thang. Königtum und Herrschaftsgewalt im Tibet des 13.–17. Jahrhunderts. 2 Teile. VGH Wissenschaftsverlag, Bonn 2000.